# Medal Pamiątkowy Górnego Śląska
Medal Pamiątkowy Górnego Śląska (fr. Médaille commémorative de Haute-Silésie) – odznaczenie ustanowione przez Międzysojuszniczą Komisję Rządzącą i Plebiscytową na Górnym Śląsku i zatwierdzoną przez prezydenta Francji Alexandre'a Milleranda jako pamiątkowe odznaczenie wojskowe.

## Historia
Odznaczenie zostało ustanowione przez Międzysojuszniczą Komisję Rządzącą i Plebiscytową na Górnym Śląsku w dniu 22 września 1921 roku celem wyróżnienia oficerów i żołnierzy służących w oddziałach podległych Naczelnemu Dowództwu Wojsk Sprzymierzonych na Górnym Śląsku, jak również urzędników i pracowników cywilnych pracujących w instytucjach międzynarodowej komisji. 
Po zakończeniu działań na terenie Górnego Śląsku prezydent Francji Alexandre Millerand (sprawował urząd w latach 1920–1924) w dniu 12 lipca 1922 roku zatwierdził medal jako odznaczenie wojskowe, aczkolwiek wojskowi mieli prawo jego noszenia tylko w wypadku potwierdzenia nadania przez Kapitułę Orderu Legii Honorowej, do której należało przesłać oryginał dyplomu o nadaniu tego odznaczenia.

## Zasady nadawania
Zgodnie z uchwałą Międzysojuszniczej Komisji medal ten był nadawany za nienaganną służbę i pracę:
- oficerom i żołnierzom służącym w międzysojuszniczych wojskach sprzymierzonych na Górnym Śląsku przez okres co najmniej 2 miesięcy;
- urzędnikom i pracownikom cywilnym pracującym w Międzysojuszniczej Komisji Rządzącej i Plebiscytowej na Górnym Śląsku przez okres co najmniej 2 miesięcy;
- wojskowym, urzędnikom i pracownikom cywilnym pracującym w Międzysojuszniczej Komisji lub w wojskach jej podległych, służącym na Górnym Śląsku przez okres mniejszy niż 2 miesiące, ale jedynie w przypadku, gdy trakcie pobytu na Górnym Śląsku zostali zabici lub ranni.

## Opis odznaki
Odznaką medalu jest okrągły krążek o średnicy 30 mm, wykonany z brązu. W środkowej części awersu znajduje się tarcza herbowa z orłem śląskim, umieszczona na gałązkach dębowych. Nad tarczą znajduje się szarfa z napisem HAUTE SILÉSIE (pol. Górny Śląsk). Na rewersie, wzdłuż okręgu, znajduje się napis w języku francuskim: COMMISSION INTERALLIÉE DE GOUVERBAMENT ET DE PLEBISCITE (pol. Międzysojusznicza Komisja Rządząca i Plebiscytowa), a w środku daty: 1920–1922. 
Medal zawieszony jest na wstążce koloru niebieskiego, z żółtym paskiem pośrodku. Od strony rewersu medal jest połączony ze wstążką kółkiem w kształcie wieńca z liści dębu.